# Agrostis effusa
Agrostis effusa é uma espécie de gramínea do gênero Agrostis, pertencente à família Poaceae.